# Karen Lynn Williams (diplomaat)
Karen Lynn Williams (Springfield) is een Amerikaans diplomaat en voormalig politiek adviseur. Sinds 20 november 2018 is ze ambassadeur voor de Verenigde Staten in Suriname.

## Biografie
Williams behaalde haar bachelorgraad aan het Drury College in Springfield en vervolgens haar mastergraad aan het National War College in Washington D.C. Ze beheerst naast het Engels het Russisch, Bosnisch en Deens.
Ze begon haar loopbaan in de journalistiek in de staat Missouri. Hier werkte ze als hoofdredacteur voor Atwood Convention Publishing in Kansas City en voor het Springfield Business Journal.
In 1991 ging ze aan de slag voor het ministerie van Buitenlandse Zaken. Ze werkte voor het US Information Agency en was daarnaast vooral op diplomatieke posten werkzaam, onder meer als transitiedirecteur in Kaboel (Afghanistan), pr-attaché in Asuncion (Paraguay), plaatsvervangend ambassadeur in Georgetown (Guyana), onderdirecteur van het Office of Caribbean Affairs, en attaché voor culturele zaken en informatie in Almaty (Kazachstan). Daarnaast werkte ze in eigen land voor het bureau voor contra-terrorisme en adviseur voor buitenlandse zaken op het Special Operations Command in Tampa, Florida. Sinds 2016 heeft ze de rang van Minister-Counselor en is ze senior adviseur van het Bureau of Political-Military Affairs.
In juli 2018 werd ze door Donald Trump genomineerd als ambassadeur in Suriname. De senaat ondervroeg haar onder meer of Hezbollah in Suriname aanwezig is, vanwege de veroordeling van Desi Bouterses zoon Dino. Haar nominatie werd bevestigd op 11 oktober en ze bood op 20 november haar geloofsbrieven aan aan president Bouterse. Ze volgde hiermee Edwin Nolan op die met pensioen ging. Ze diende vier jaar lang als ambassadeur tot oktober 2022.

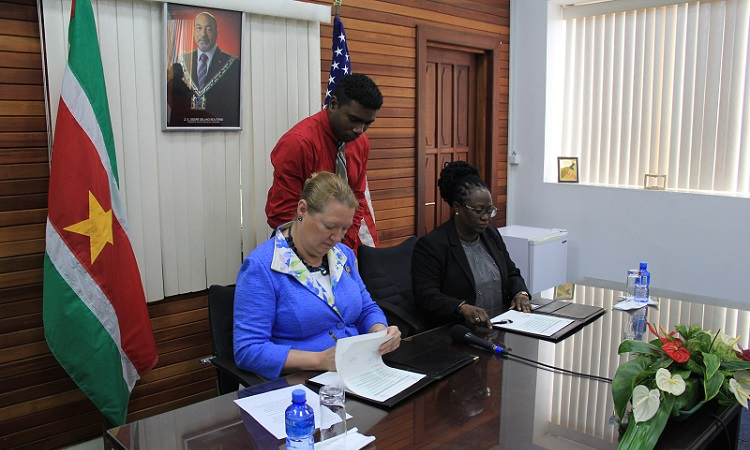
Ambassadeur Williams komt schenking van computers overeen met Suriname's directeur Nationale Veiligheid, Danielle Veira